# دالة خماسية

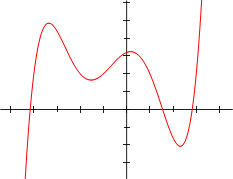
منحنى لمتعددة حدود من الدرجة الخامسة له أربع نقاط حرجة.

في الرياضيات، دالة خماسية (بالإنجليزية: Quintic function)‏ هي دالة تكتب على الشكل التالي :
{\displaystyle g(x)=ax^{5}+bx^{4}+cx^{3}+dx^{2}+ex+f,\,}
حيث a و b و c و d و e و f هي عناصر من حقل ما، خصوصا حقل الأعداد الجذرية أو الأعداد الحقيقية أو الأعداد العقدية وحيث a غير منعدم. وبتعبير آخر، دالة خماسية هي متعددة للحدود من الدرجة الخامسة.
{\displaystyle ax^{5}+bx^{4}+cx^{3}+dx^{2}+ex+f=0.\,}
كانت حلحلة معادلة من الدرجة الخامسة بالجذور معضلة أساسية في الجبر منذ القرن السادس عشر حين حُلحلت مثيلاتها من الدرجتين الثالثة والرابعة. بقيت كذلك إلى حدود النصف الأول من القرن التاسغ عشر حين ثبتت استحالة حلحلة هذه المعادلات في شكلها العام مع مبرهنة مبرهنة أبيل-روفيني.

## معادلات من الدرجة الخامسة قابلة للحلحلة
قد تحلحل بعض المعادلات الخاصة من الدرجة الخامسة بالجذور. حينها، يقال عن متعدد الحدود تلك أنها قابلة للاختزال. على سبيل المثال، x5 − x4 − x + 1 = (x2 + 1)(x + 1)(x − 1)2.
مثالا ثانيا، بُرهن على أن المعادلة {\displaystyle x^{5}-x-r=0} قابلة للاختزال بالجذور، إذا وفقط إذا كان لها حل صحيح أو إذا أخذ r القيم التالية: ±15، ±22440، ±2759640.

### الجذور
انظر إلى زمرة غالوا وإلى زمرة قابلة للحلحلة وإلى زمرة متناظرة وإلى تعبير جبري.

## تطبيق في ميكانيكا الأجرام السماوية
انظر إلى نقاط لاغرانج.
{\displaystyle {\frac {GmM_{S}}{(R\pm r)^{2}}}\pm {\frac {GmM_{E}}{r^{2}}}=m\omega ^{2}(R\pm r)}
علما أن G هي ثابت الجاذبية و ω هي السرعة الزاوية.
{\displaystyle ar^{5}+br^{4}+cr^{3}+dr^{2}+er+f=0}
حيث
{\displaystyle {\begin{aligned}&a=\pm (M_{S}+M_{E}),\\&b=+(M_{S}+M_{E})3R,\\&c=\pm (M_{S}+M_{E})3R^{2},\\&d=+(M_{E}\mp M_{E})R^{3}\ (thus\ d=0\ for\ L_{2}),\\&e=\pm M_{E}2R^{4},\\&f=\mp M_{E}R^{5}\end{aligned}}} .